# Russocice
Russocice – wieś w Polsce położona w województwie wielkopolskim, w powiecie tureckim, w gminie Władysławów.
Do 1870 istniała gmina Russocice. W okresie II Rzeczypospolitej wieś była siedzibą gminy Władysławów. W latach 1975–1998 miejscowość administracyjnie należała do województwa konińskiego.
Russocice położone są 10 km od Turku, bezpośrednio sąsiadują zaś z Władysławowem.
W kierunku wschodnim za wsią rozciąga się teren pokryty lasami. Bardzo urozmaicona rzeźba terenu, ze wzniesieniami o wysokości do 160 m n.p.m.

## Kościół św. Michała Archanioła
Późnogotycki kościół świętego Michała Archanioła powstał na początku XVI wieku. Jest kościołem parafialnym parafii św. Michała Archanioła w Russocicach. Elewacja szczytowa zdobiona jest blendami z półkolistymi łukami. Barokową wieżę z hełmem i latarnią dobudowano w 1694 roku. Pod koniec XIX wieku po bokach nawy wzniesione zostały dwie neogotyckie kaplice. Przebudowane wnętrze zatraciło swój pierwotny charakter. Na uwagę zasługują jedynie obraz Matki Boskiej z Dzieciątkiem z końca XVII wieku oraz barokowa monstrancja, odnowiona i zrekonstruowana w 1900 roku.
Obok świątyni stoją neogotycka dzwonnica z 1878 roku oraz klasycystyczna plebania z roku 1836, przebudowana dwadzieścia lat później.